# Werner Tietje

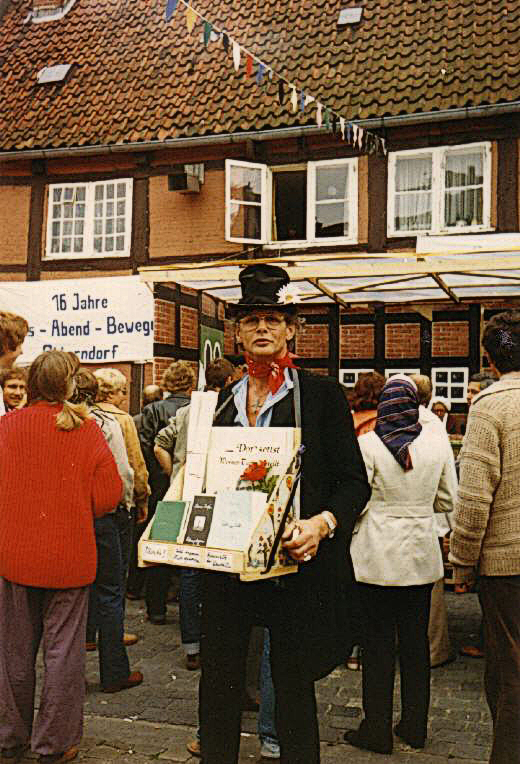
Werner Tietje verkauft im Jahr 1978 auf dem Altstadtfest Otterndorf seine Bücher.

Werner Tietje (* 20. September 1924 in Neuenkirchen; † 2. Mai 1984 ebenda) war ein deutscher Schriftsteller, Heimatforscher und Maler. Seine Schriften veröffentlichte er zumeist auf Niedersächsisch.

## Leben
Tietje wurde 1924 als Sohn des Bauern August Tietje in Neuenkirchen geboren und besuchte dort die Volksschule. Zwischen 1939 und 1942 absolvierte er eine Ausbildung zum Bankkaufmann bei der Sparkasse in Otterndorf. Dort war er anschließend bis 1946 als Gegenbuchhalter tätig. Nach dem Ende des Zweiten Weltkrieges zunächst arbeitslos, schlug er sich als Gemüse- und Blumenhändler sowie als Kellner durch. Ab 1953 war er als Zweigstellenleiter bei der Sparkasse tätig und ab 1973 zeichnete er verantwortlich für die Öffentlichkeits- und Kulturarbeit.
Seine erste niederdeutsche Publikation behandelte seine eigene Kindheit als Nachbar von Hinrich Wilhelm Kopf. Tietje verfasste darüber hinaus auch Beiträge für das Jahrbuch der Männer vom Morgenstern, hatte mit Hör mal ’n beten to eine eigene Sendung im NDR-Hörfunk und veröffentlichte eine Werner Tietje vertellt betitelte Schallplatte.

## Werke
- Hinnerk Willem Kopp. Druckerei Hottendorff, Otterndorf, 1966.
- Dor settst di hen – Dit un dat op Hodler Platt. Verlagsdruckerei Herbert Huster, Otterndorf, 1971.
- Von Wannen kummt he – Wohre Vertellen ut Land Hodeln. Verlagsdruckerei Herbert Huster, Otterndorf, 1973.
- Lütt un Lütt ... is larng nix lütts ut Land Hodeln. Verlagsdruckerei Herbert Huster, Otterndorf, 1974.
- Sprökels. Selbstverlag, Neuenkirchen, 1977.
- Leben plegen, verstohn un verdregen. Selbstverlag, Neuenkirchen, 1980.
- Uns Kronprinz. Selbstverlag, Neuenkirchen, 1981.
- Wenn’t Swien dat mag. Selbstverlag, Neuenkirchen, 1983.
- Sparkasse der Gemeinden Basbeck, Warstade, Hemm und Hemmoor. Wesermünde-Hadeln, 1984.

| Personendaten    | Personendaten            |
| ---------------- | ------------------------ |
| NAME             | Tietje, Werner           |
| KURZBESCHREIBUNG | deutscher Schriftsteller |
| GEBURTSDATUM     | 20. September 1924       |
| GEBURTSORT       | Neuenkirchen             |
| STERBEDATUM      | 2. Mai 1984              |
| STERBEORT        | Neuenkirchen             |